# 池間湿原

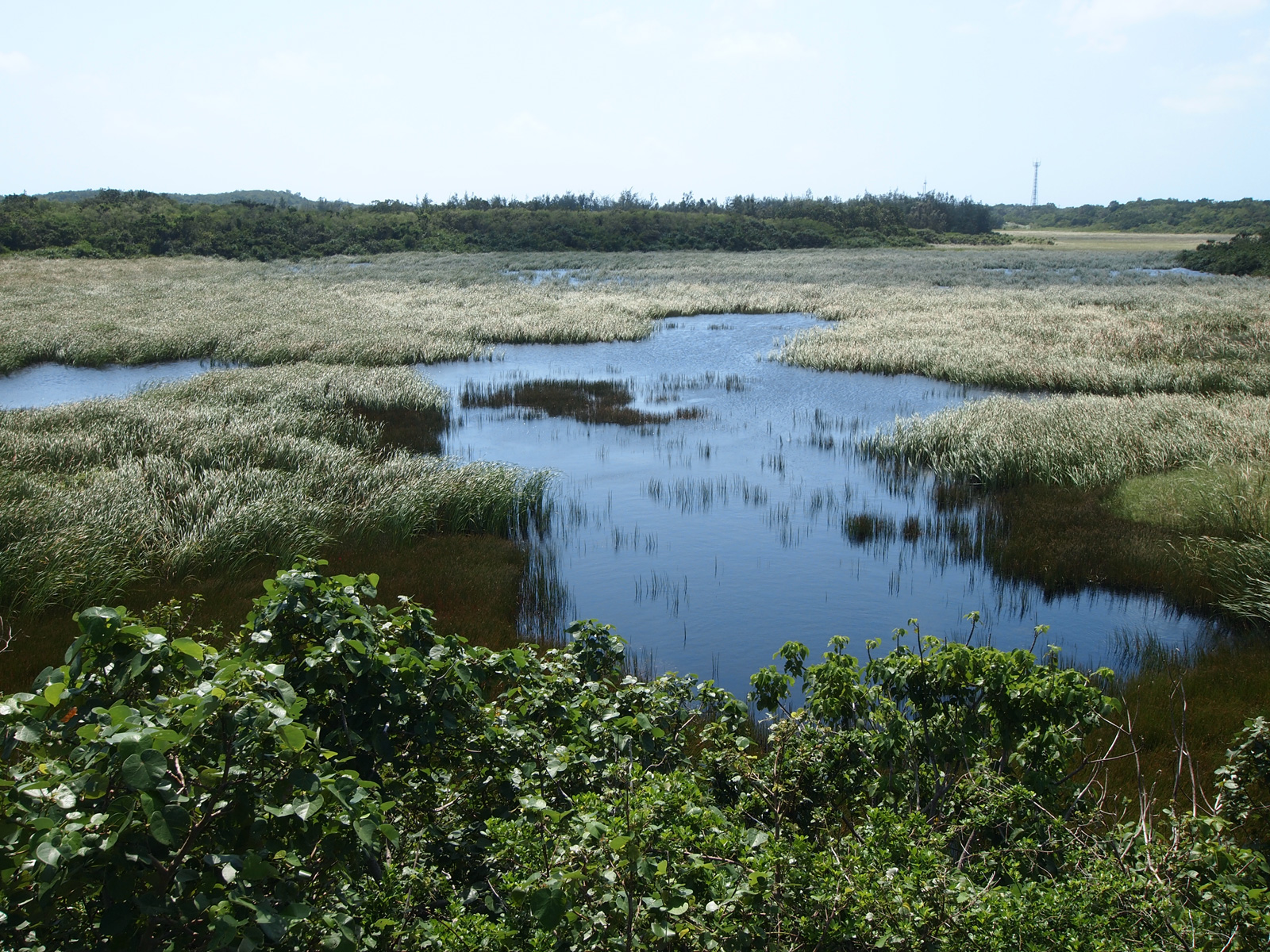
池間湿原

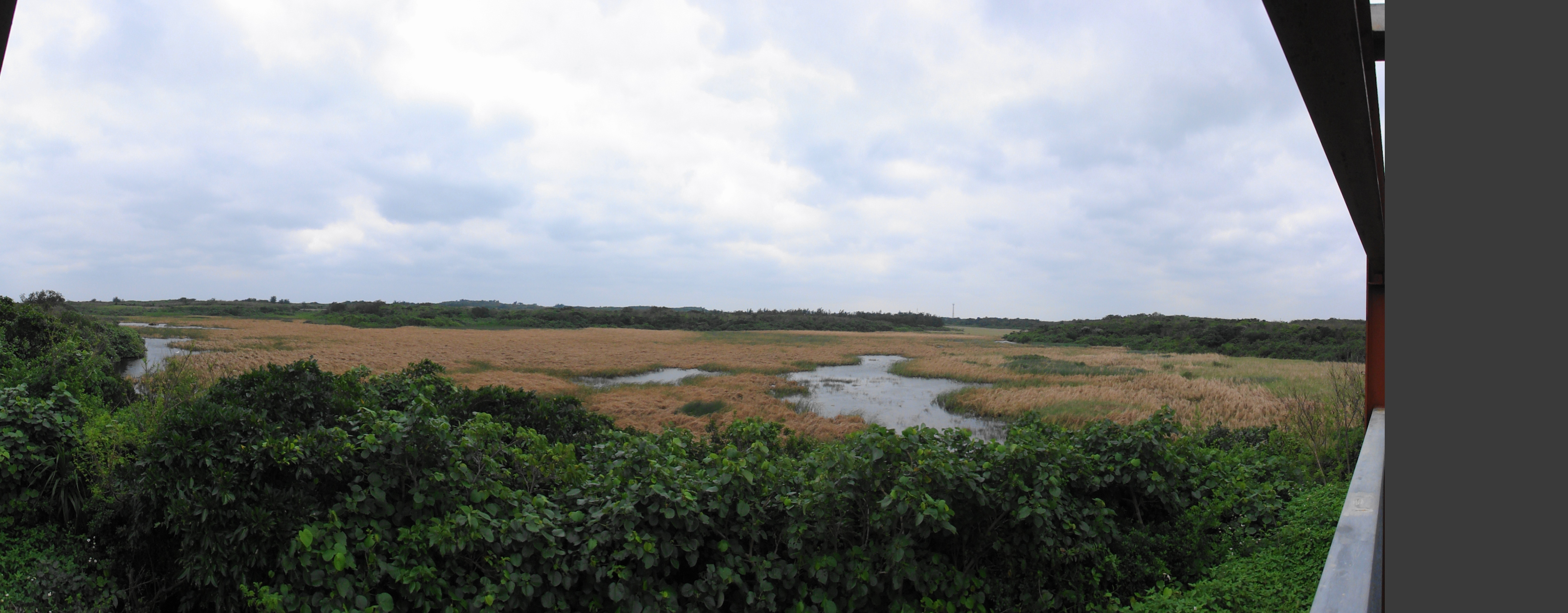
池間湿原の展望台からの眺め

池間湿原（いけましつげん）は、沖縄県宮古島市の宮古列島池間島の中心部にある湿原である。池間島湿原と呼ばれることもある。また、地元ではイーヌブー、ユニムイとも呼ばれる。

## 歴史
かつての池間島は東西2つの島に分かれており、その間には南北に延びる細い水路があった。16世紀初めに、この地域を支配した「四島の主」が水路の北側に2つの島を結ぶ石橋を架けた。年月が経つにつれて石橋の周囲に砂が堆積して2つの島はつながって、水路は南側に口を開けた細長い入り江になり、「イーヌブー」（「北の入り江」の意）と呼ばれるようになった。この入り江の面積は約60haあったとされる。
1924年（大正13年）から1934年（昭和9年）にかけて、干拓のために入り江の入口に二重に干拓堤防が造成され、約47haが干拓されて約20haの干拓地が形成された。堤防で区切られた入り江の残りの部分は汽水の沼地となった。これらの干拓の対象となった区域は、「ユニムイ」（砂盛）と呼ばれた。現在の池間小学校・池間中学校のグラウンドはこの干拓地に築かれたものである。
さらに、1963年（昭和38年）から1982年（昭和57年）にかけての池間漁港の工事の際に、浚渫した土砂で入口付近が埋め立てられ、入り江は外海と完全に遮断されて淡水化した。

池間湿原の空中写真
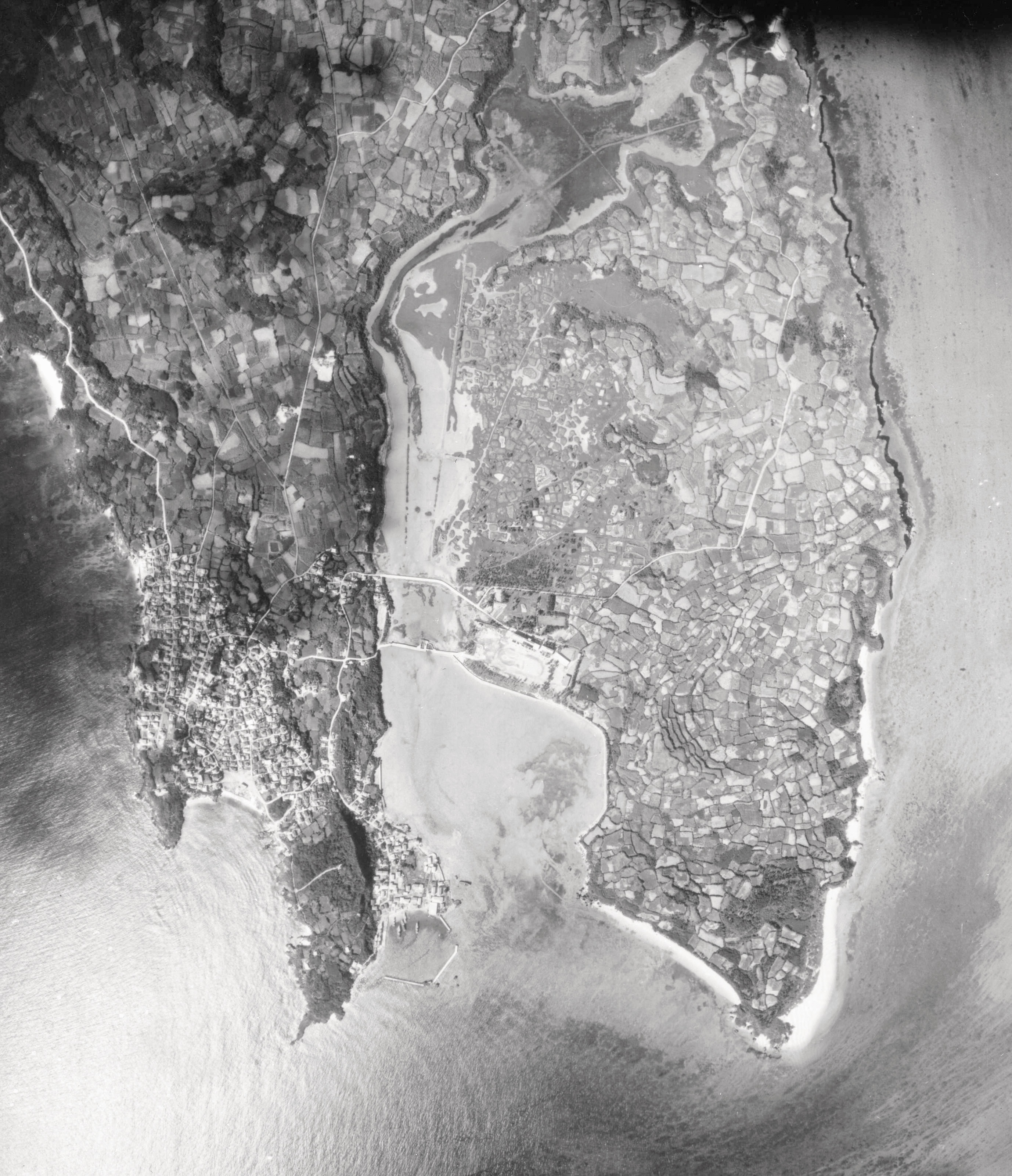
1963年撮影 写真の上方が北西方向。漁港の工事が始まった年で、干拓堤防はすでに造成されているもののイーヌプーの面積はまだ広く、漁港とも完全には遮断されていない。干拓堤防右側の池間小中学校グラウンドがある辺りがユニムイ。
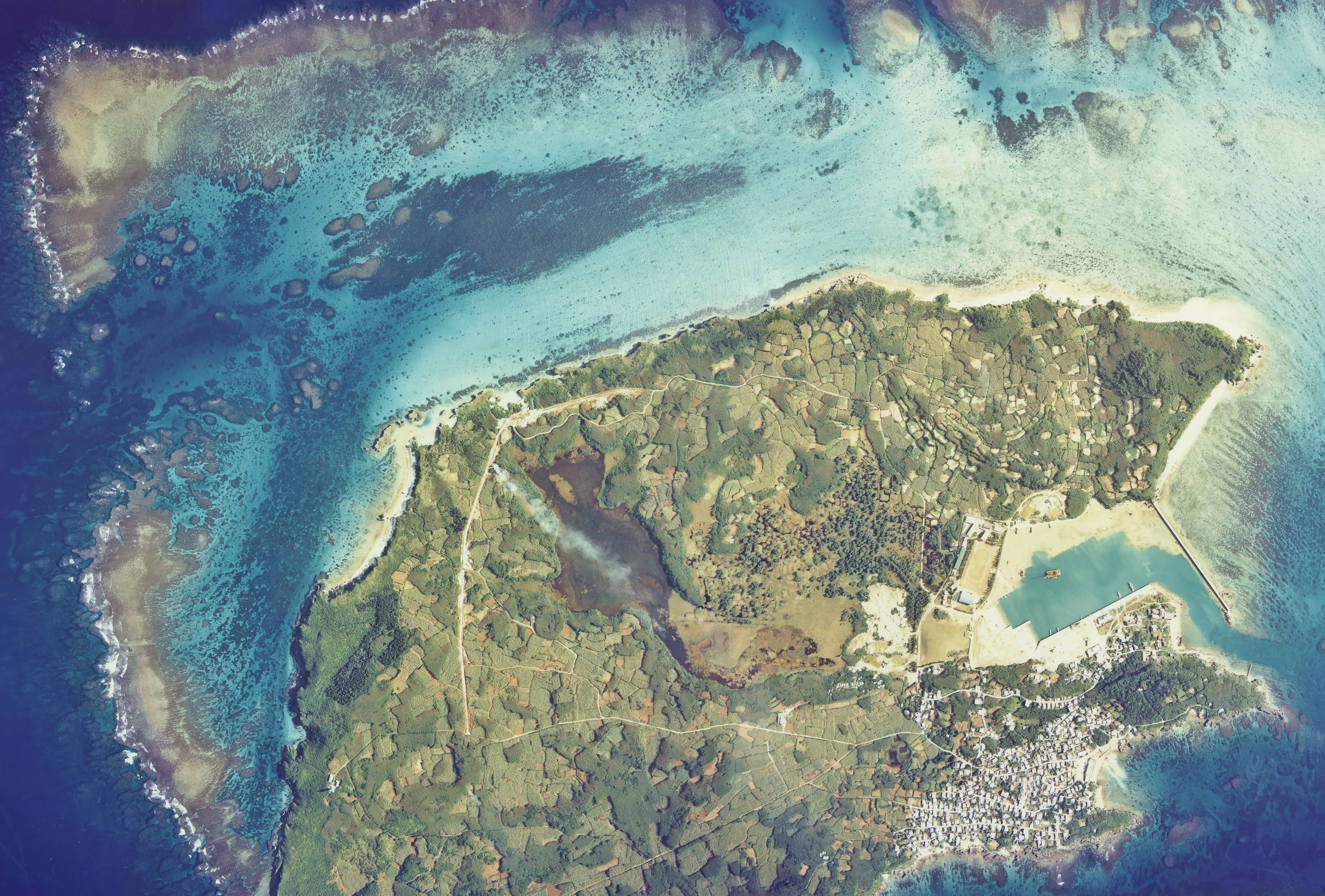
1977年撮影 写真の上方が北東方向。画像中央やや左に黒褐色の水面が見えるが、その右下の緑の部分では湿原化が進んでいる。さらに右側の干拓堤防の部分は埋め立てられて池間漁港と湿原を隔てている。これらの連なるライン上に、かつては入り江が存在していたことがイメージできる。池間大橋はまだない。3枚を合成作成。
国土交通省 国土地理院 地図・空中写真閲覧サービスの空中写真を基に作成。

## 自然
38haの広さを有する沖縄県で最大の湿原である。日本の重要湿地500に選定されるとともに、2011年11月1日には「池間鳥獣保護区」として島全体が国の鳥獣保護区に指定されている。
岸辺には木造の観察小屋が設けられていたが、老朽化したため、2009年に鉄骨造の展望台に建て替えられた。これに合わせて、湿原にアクセスする道路や駐車可能なスペースも整備されている。
近年、水草の繁茂や周辺の陸地からの土砂の流入により陸地化が急速に進み、湿原の面積は次第に小さくなっており、湿原の保全・再生が大きな問題となっている。また、腐植土の堆積や抽水性の水草・外来植物の繁茂等により、環境の劣化が進んでいる。環境省では2019年8月から6年計画で堆積物を浚渫し、水域を拡大する事業を実施する計画である。

### 鳥類
ガンカモ類、サギ類等の渡り鳥の餌場、休憩地になっている。
ヒドリガモ、マガモ、カルガモ、ハシビロガモ、オナガガモ、シマアジ、オオバン、アオサギ等が代表的な鳥類であり、サンカノゴイ、ムラサキサギ等の珍しい鳥も見られる。ムラサキサギについては繁殖も確認されている。
また、迷鳥として国の天然記念物であるヒシクイ、サカツラガン、マガン、ホオジロガモ、ソデグロヅルの飛来も確認されている。

### 魚類・甲殻類
外来種の淡水魚であるテラピアやグッピーが繁殖している。また、オカガニが生息しており、5-10月の満月前後にはゾエア幼生を海に放すために大群が周回道路を横断する姿が見られる。ヤシガニも棲息している。

### 昆虫
水生昆虫が豊富であり、以下の種が確認されている。
- トンボ - リュウキュウベニイトトンボ、ムスジイトトンボ、タイワンウチワヤンマ、アオビタイトンボ、アメイロトンボ
- アメンボ - セスジアメンボ
- ゲンゴロウ - チビコツブゲンゴロウ、ヒメフチトリゲンゴロウ、コガタノゲンゴロウ、トビイロゲンゴロウ
- ガムシ - コクロヒラタガムシ、クロヒラタガムシ